# 元仲蒨
元仲蒨（?—?），中国南北朝北魏公主，父亲元怿，祖父魏孝文帝，魏孝静帝姑母。
元仲蒨封博陵长公主，姐姐有元孟蕤，妹妹有安德公主、元季葱。元仲蒨嫁给了司马庆云，女儿嫁给了参军元景献即尚书令元世俊之子，祖珽迎元景献妻司马氏赴席，与祖珽、陈元康等人轮流睡觉。其豪纵淫逸如此。

## 传记资料
1. ↑  《魏故侍中骠骑大将军使持节定州刺史常山文恭王(元邵)墓志铭》
2. ↑  《北齐书》祖珽传